# Asparagus punjabensis
Asparagus punjabensis — вид рослин із родини холодкових (Asparagaceae).

## Середовище проживання
Ареал: Індія.